# 越後長澤站

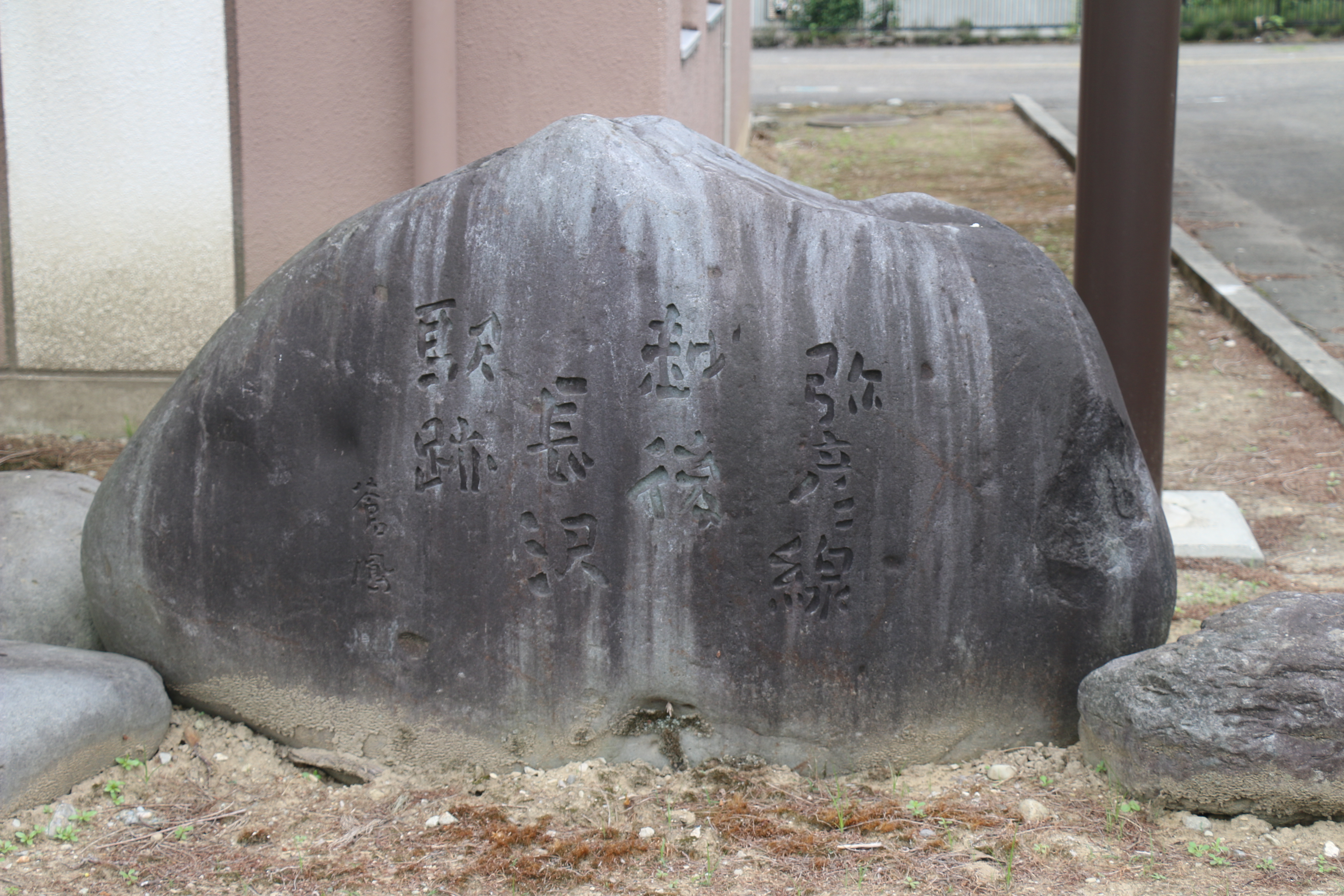
車站遺址的石碑（2016年8月2日）

越後長澤站（日语：／ Echigo-Nagasawa eki */?）是位於新潟縣南蒲原郡下田村荻堀（現時：三條市荻堀），日本國有鐵道（國鐵）的彌彥線車站（廢站）。

## 歷史
- 1927年（昭和2年）
  - 7月31日 - 越後鐵道車站啟用，當時為一般車站[1]。
  - 10月1日 - 越後鐵道被國有化，成為彌彥線車站[1]。
- 1944年（昭和19年）10月16日 - 車站暫停營業[1]。
- 1946年（昭和21年）10月1日 - 車站重開[1]。
- 1960年（昭和35年）12月15日 - 結束處理貨物[1]。
- 1984年（昭和59年）2月1日 - 結束處理行李[1]。
- 1985年（昭和60年）4月1日 - 彌彥線東三條至越後長澤之間被廢除[1]。

## 車站構造
截至車站廢除前，車站是一座地面車站，設有1面1線的單式月台和數條側線。在越後鐵道時代，站內設有木製車站大樓平房。

## 使用狀況
在1981年度，一日平均乘車人次為390人。

## 車站周邊
車站附近為三條市下田地區的中心，設有名為荻堀的村落。舊車站大樓位於站內西北方。
在廢線後，下田地區內的廢線遺址與車站大樓遺址南邊之間建設了國道289號繞道。車站大樓遺址變成了越後交通的巴士候車室和巴士車廠。在廢線之際，巴士站名稱由「長澤站前」改為「長澤站蹟」，現時還使用該巴士站名稱。另外，在下田交番旁建立了「彌彥線 越後長澤站蹟」之石碑。
在越後交通時代，長澤站蹟巴士站成為了下田地區內各路線的樞紐。在2011年3月尾前，地區內的大部分路線被取消，變成了由三條市營運的需求交通。截至2015年12月，越後交通於下田地區行走的路線中，只有「八木鼻溫泉線」一條路線。該路線連接東三條站，途經長澤站蹟，前往森町方向。
- 三條警署（日语：三条警察署） 下田交番
- 武藏家居中心（日语：アークランドサカモト） 下田店

## 相鄰車站
日本國有鐵道
彌彥線
大浦－越後長澤

## 注腳
1. 1 2 3 4 5 6 7 8 9 10 11  石野哲（編）. . JTB. 1998: 602. ISBN 978-4-533-02980-6 （日语）.
2. 1 2  東三条駅前＝八木ヶ鼻温泉 線 （页面存档备份，存于）（日語）